# Lago di Starnberg
Il lago di Starnberg (in tedesco Starnberger See) è situato in Baviera, a sud-ovest di Monaco, e non appartiene ad alcun comune. Grazie alla sua notevole profondità media, tra i laghi tedeschi, il lago di Starnberg è secondo per volume solo al lago di Costanza (che però non è interamente in territorio tedesco). Vicino alla costa occidentale, a sud di Possenhofen (nel comune di Pöcking), sorge l'isola Roseninsel.

## Suddivisione amministrativa
I seguenti comuni lambiscono la riva del lago (in senso orario partendo da nord):
1. Starnberg (a nord, Circondario di Starnberg);
2. Berg (a nord-est, Circondario di Starnberg);
3. Münsing (a sud-est, circondario di Bad Tölz-Wolfratshausen);
4. Seeshaupt (a sud, Circondario di Weilheim-Schongau);
5. Bernried (a sud-ovest, Circondario di Weilheim-Schongau);
6. Tutzing (a ovest, Circondario di Starnberg);
7. Feldafing (a nord-ovest, Circondario di Starnberg);
8. Pöcking (a nord-ovest, Circondario di Starnberg).

## Storia
Il nome antico del lago è Wirmsee, come risulta da un documento dell'imperatore Ludovico il Bavaro (1282 – 1347). Tale toponimo deriva dal nome del fiume Wirm, oggi chiamato Würm, che è l'unico emissario del lago. Nel XIX secolo il fiume assunse la sua denominazione odierna ed il nome del lago si tramutò in Würmsee. Con la costruzione di una linea ferroviaria di collegamento con la stazione centrale di Monaco, il lago divenne meta di numerosi cittadini della metropoli bavarese, che iniziarono ad usare la denominazione Starnberger See (cioè "lago di Starnberg"), ufficializzata soltanto nel 1962.
La notorietà del lago oltre i confini della Baviera è legata alla misteriosa morte del re Ludovico II nel 1886. Nei pressi del luogo del decesso è stata edificata una cappella votiva e nelle acque del lago è stata innalzata una croce. Il lago, proprio a proposito di questo evento, è citato anche nel poema La terra desolata di T. S. Eliot, dove Ludovico è messo in relazione al Re Pescatore del ciclo arturiano. Nell'estate del 1937, il lago fu teatro di vacanze da parte di Eva Braun, amante di Hitler. Eva e la sorella Gretl furono raggiunte dalla madre Franziska e dal padre Friedrich.

## Geomorfologia
Il bacino del lago si è originato dopo l'ultima era glaciale, grazie all'azione del ghiacciaio dell'Isar-Loisach, che si estendeva fino alla sponda settentrionale del lago. L'acqua derivante dallo scioglimento dei ghiacci era in gran parte convogliata lungo gli attuali corsi dei fiumi Loisach e Isar e questa circostanza di fatto impedì l'interramento del lago di Starnberg. Solo alla fine della glaciazione, l'acqua iniziò a scavare la valle del Würm.

## Idrogeologia
A causa del notevole volume idrico, il lago ha una notevole capacità termica ed è monomittico, cioè ha una sola piena circolazione all'anno. Esso non ha immissari di tipo alpino e le sue acque derivano da alcuni torrenti e da varie sorgenti. Il suo bacino idrografico ha una superficie di 314 km².
Il maggiore immissario è l'Ostersee-Ach a sud, che 500 m prima della foce riceve le acque del Bodenbach, mentre 500 m più a est troviamo lo Singerbach.
A nord sfociano nel lago il Georgenbach ed il Lüßbach, vicino alla Würm, l'unico emissario.
Sulla sponda occidentale il maggiore immissario è il Rötlbach (a sud di Tutzing), mentre il Starzenbach, il Martelsgraben ed il Seeseitenbach sono ruscelli minori.
A est sfociano nel lago il Grenzgraben (vicino ad Ambach), l'Eichgraben e lo Straßgraben.
Molti degli altri immissari non hanno alcuna denominazione.
A causa della scarsa portata degli immissari, l'acqua del lago è ricambiata mediamente nell'arco di 21 anni; inoltre l'altezza dell'acqua non subisce oscillazioni superiori a 1,3 metri nel corso dell'anno (nel caso dell'Ammersee o del Chiemsee tale dato è di circa 3 metri). Il massimo livello storico dell'acqua fu misurato nel giugno del 1965. A maggio del 1999, in seguito ad alcuni giorni di pioggia, in sole 36 ore il livello dell'acqua salì di ben 40 cm, corrispondenti ad un volume di 14 milioni di metri cubi d'acqua. Tale capacità di immagazzinamento di grandi quantità di acqua protegge dalle alluvioni i paesi della valle del Würm. Lo scarso ricambio delle sue acque, rende il lago estremamente delicato come ecosistema. A partire dagli anni 1960 si è quindi deciso di non scaricarvi più le acque di scolo dei paesi della zona e ciò ha portato ad una graduale diminuzione delle sostanze inquinanti. Oggi è uno dei grandi laghi più puliti della Baviera, con una notevole trasparenza ed uno scarso sviluppo di alghe.

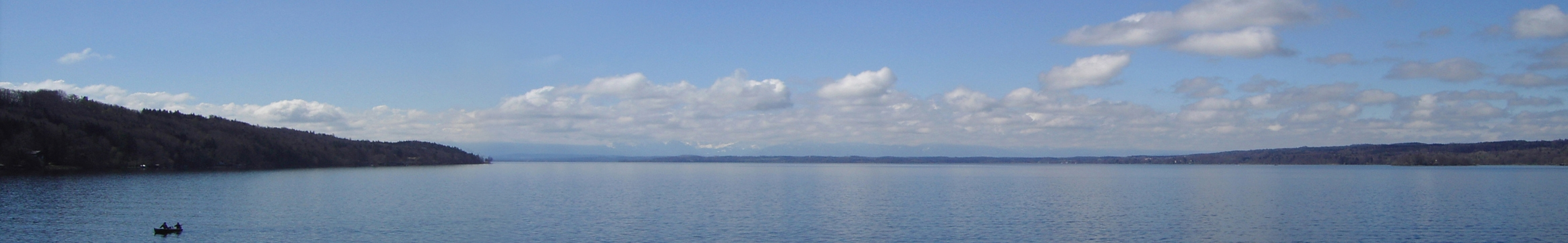
Panorama delle Alpi, tra Leoni e Possenhofen (vista verso sud)

## Pesca

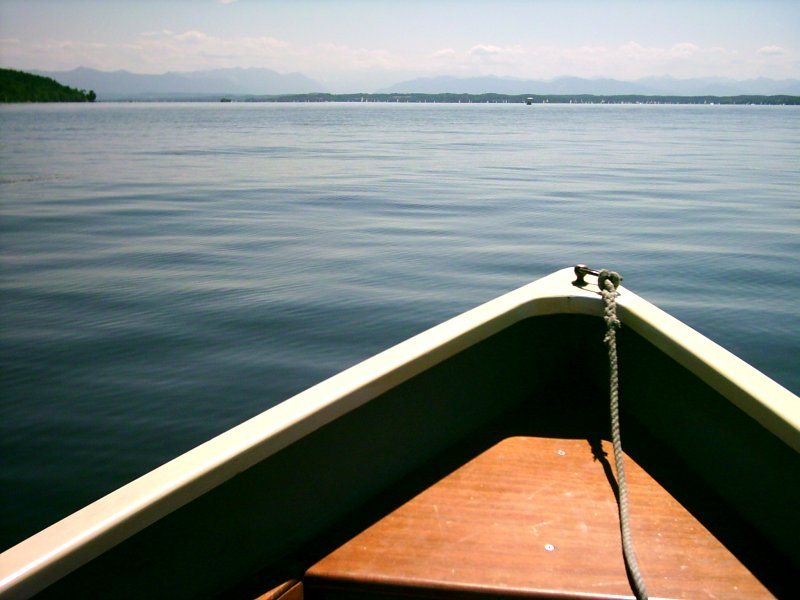
Foto scattata da una barca verso le Alpi

La storia della pesca nel lago di Starnberg inizia con i primi insediamenti nella zona, circa 30.000 anni fa. Durante gli scavi archeologici sull'isola Roseninsel, è stato scoperto un amo in bronzo. Sempre vicino alla Roseninsel nel 1989 fu rinvenuto un cayuco dell'VIII o del XIX secolo a.C. Oggi la pesca è praticata sia a livello sportivo, sia a livello commerciale. Le zone più pescose si trovano nei punti in cui vi sono dei rilievi sul fondale del lago. I pescatori locali sono spesso eredi di una lunga tradizione famigliare ed abitano in antiche abitazioni lungo le rive, che in alcuni casi riportano ancora i segni della storica corporazione delle arti e mestieri con l'anno di ammissione ad essa.
Mentre i primi abitanti pescavano liberamente a seconda delle loro necessità, a partire dal 1000 d.C. la nobiltà bavara iniziò ad esigere tributi dai servi della gleba autorizzati a praticare la pesca. In seguito i duchi della Baviera cedettero i diritti di pesca a signorotti locali o monasteri. I pesci dei laghi bavaresi occupavano, accanto alla selvaggina, un posto importante sulle tavole dei benestanti. Le condizioni di vita dei pescatori erano invece estremamente modeste ed il loro lavoro era molto duro ed a volte anche pericoloso.
Il valore commerciale dei pesci variava notevolmente a seconda della specie. Il coregone, la trota ed il salmerino erano i pesci più pregiati, mentre l'abramide comune, il luccio, la carpa, la bottatrice ed il pesce siluro erano considerati di qualità inferiore. I coregoni ed i lucci erano tra i pesci più abbondanti nelle acque del lago ed erano alla base dell'alimentazione di molte famiglie. Durante il XVIII secolo un'epidemia decimò la popolazione dei lucci, che fino ad oggi non ha più raggiunto i livelli di un tempo.

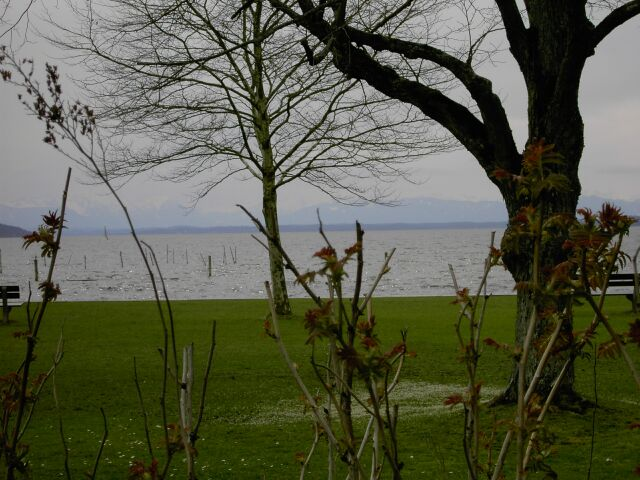
Veduta del lago di Starnberg da Starnberg in direzione Seeshaupt, verso le Alpi
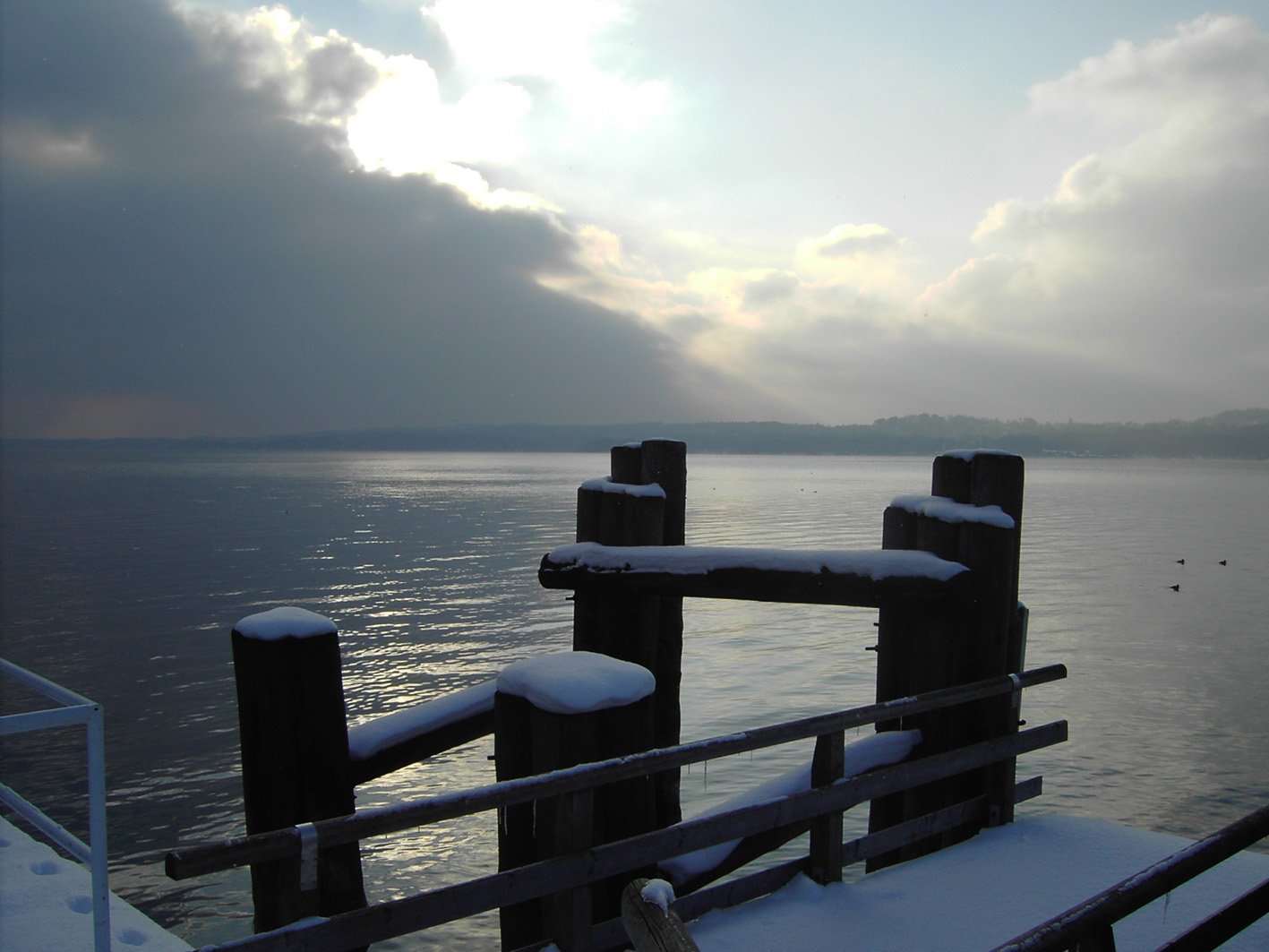
Pontile per i battelli a Leoni: il lago di Starnberg in inverno
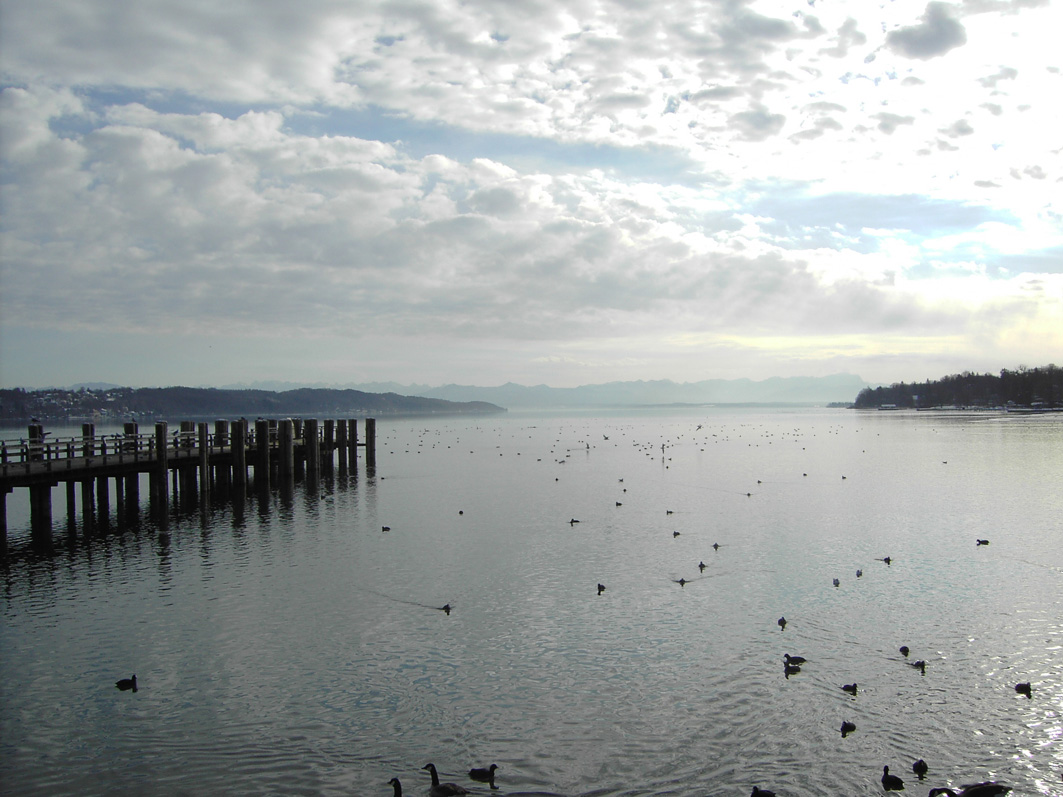
Veduta dal lungolago di Starnberg, sullo sfondo la Zugspitze
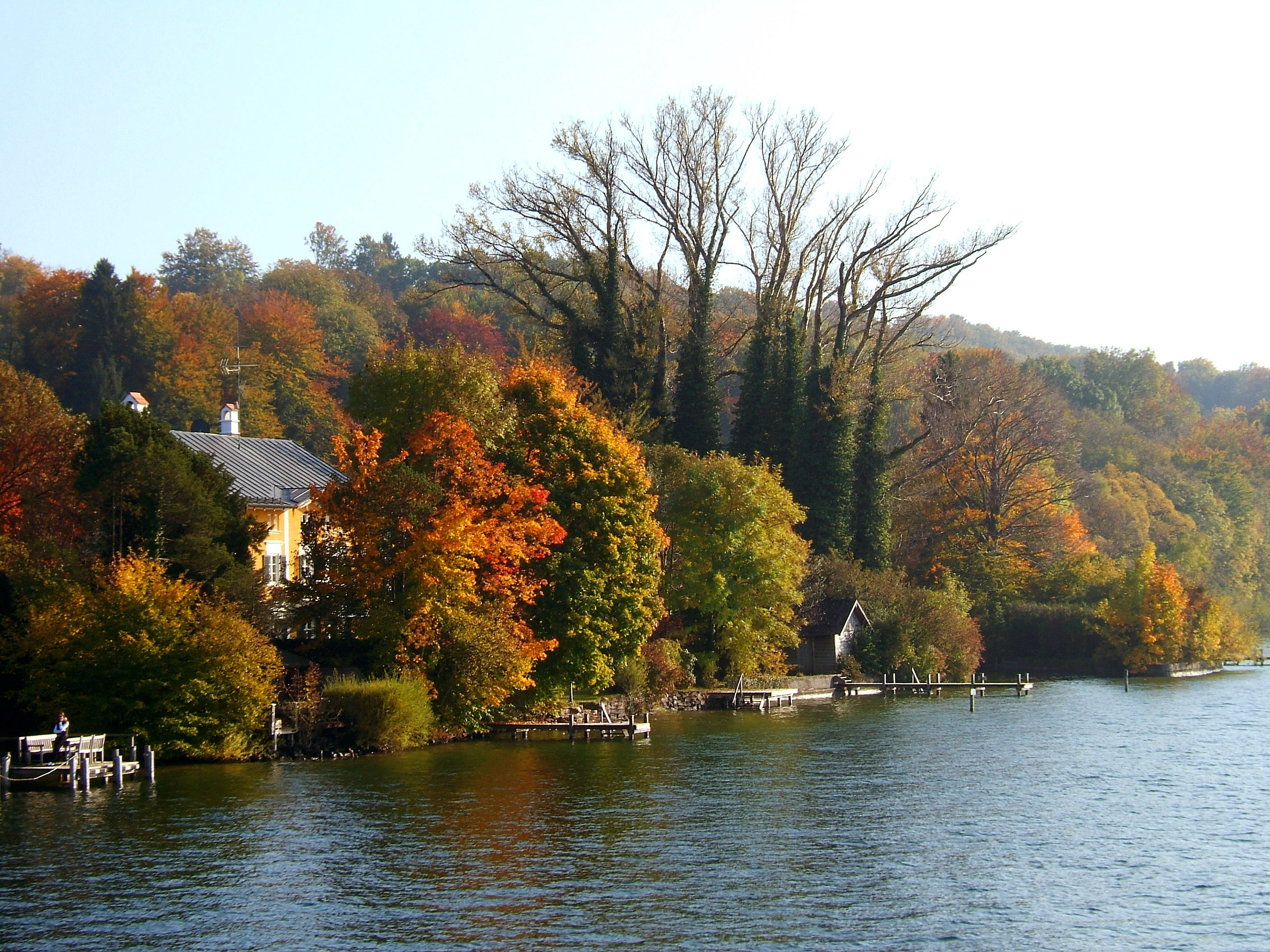
La sponda orientale vista da una nave
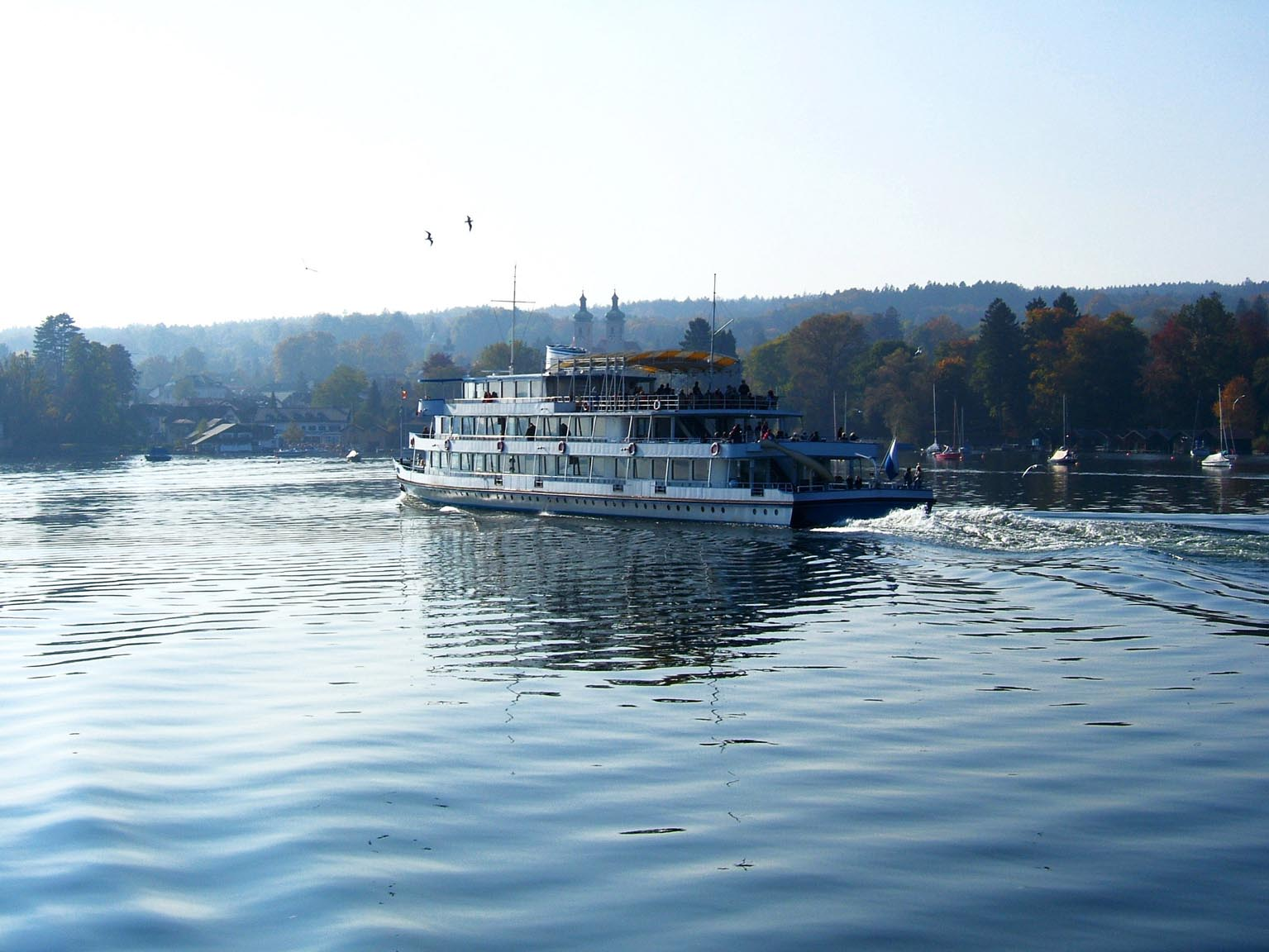
„MS Seeshaupt“ in direzione Tutzing
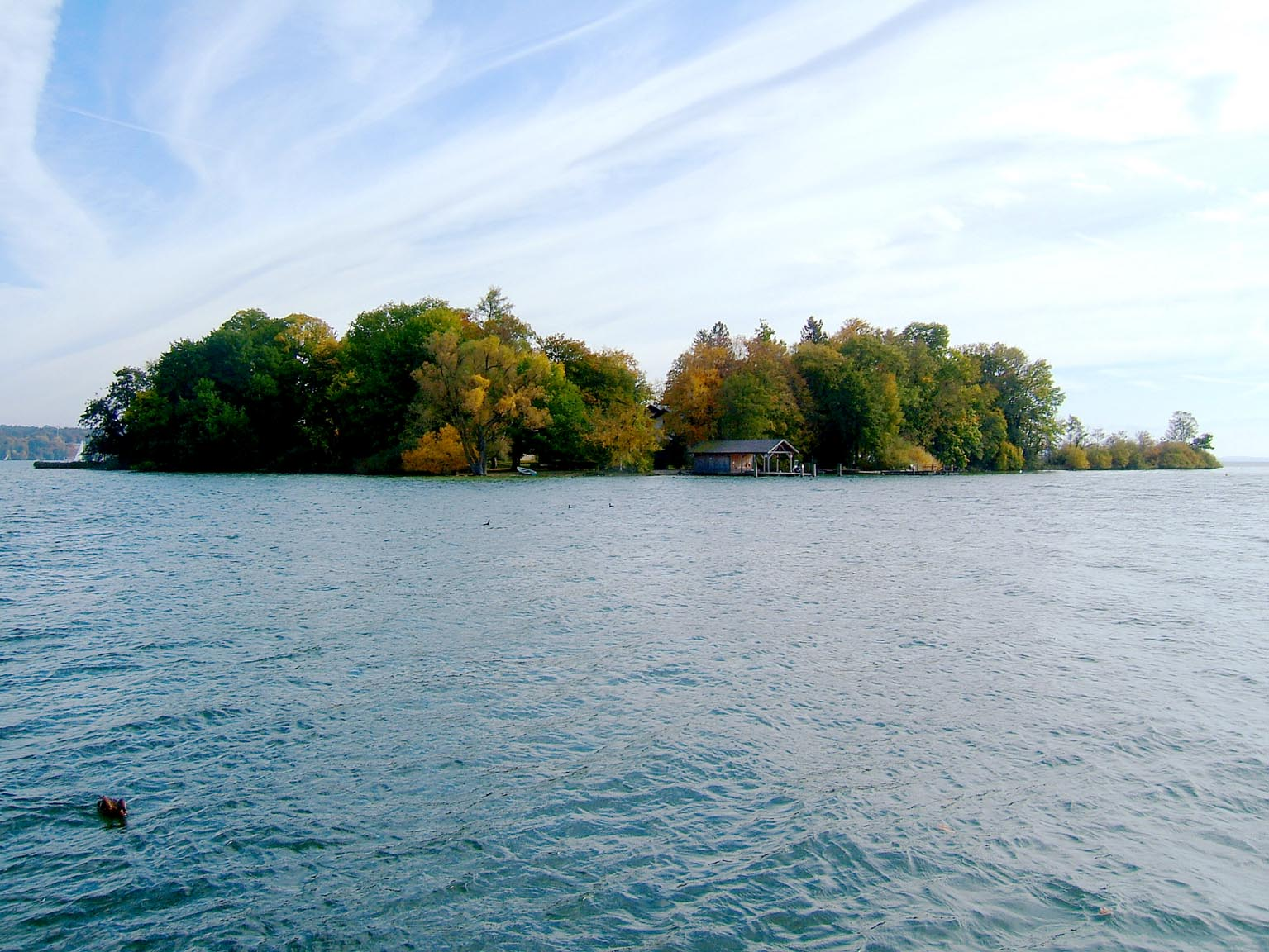
Roseninsel, da un traghetto

## Cultura di massa
Il lago di Starnberg, assieme ad altri luoghi legati a Ludovico II di Baviera, ha un ruolo importante nell'avventura grafica videoludica Gabriel Knight 2, dove compare la sponda presso cui sorgono la cappella votiva e la croce commemorativa.